# Du plomb dans les tripes
Du plomb dans les tripes, publié en 1953, est le 5e roman de la série « San-Antonio », écrit par Frédéric Dard sous le nom de plume de San-Antonio.
L'histoire se déroule dans la région lyonnaise (Bourgoin, Lyon, Villeurbanne) pendant l'Occupation allemande (Seconde Guerre mondiale).

## Personnages principaux
- Personnage récurrent
  - San-Antonio : héros du roman, commissaire de police.

- Personnages liés à ce roman
  - Dr Martin : médecin à Bourgoin-Jallieu.
  - Gertrude Kurt : espionne allemande.
  - Gretta : secrétaire de Gertrude.
  - Von Gleiss : militaire allemand.
  - Stéphane : contact de San-Antonio dans la Résistance lyonnaise.

## Résumé
Le roman comporte 15 chapitres, répartis en deux parties.

### Première partie:«Les Tortues»
Chapitres 1 à 4.
San-Antonio a été chargé par le major Parking, de l'Intelligence Service, d'éliminer Gertrude, une espionne allemande repérée dans la région de Lyon. Lorsque le récit commence, son plan a échoué et il a été arrêté par la Gestapo. Il a été ligoté sur un établi de charpentier et une scie a été enclenchée : le commissaire va être tranché en deux dans quelques secondes. Il est sauvé de justesse par un homme qui a coupé l'électricité alimentant la scie. L'homme est un Polonais qui fuit aussi la Gestapo. Les deux hommes sont poursuivis par des Allemands qui les recherchent. Au moment où le Polonais est atteint par des balles et qu'il va mourir, il tend au commissaire son sac à dos. San Antonio s'en empare et s'enfuit, esquivant les patrouilles allemandes. À l'intérieur du sac se trouvent quatre petites tortues.
Arrivé à Bourgoin-Jallieu, San-Antonio est soigné par le docteur Martin, un vieil homme alcoolique, qui déchiffre un message secret inscrit sous le ventre des tortues. Il s'agit d'un message destiné à la Résistance lyonnaise : un important chargement doit arriver l'après-midi même à la gare de Bourgoin. Le message n’ayant pas pu être remis aux Résistants, San Antonio décide d'agir et se rend donc à la gare. Après avoir effectué des repérages, il détruit un convoi ferroviaire. Son coup fait, il revoit le docteur Martin. Tous deux s'alcoolisent dans des bars et retournent au domicile de Martin, où ils sont faits prisonniers par les Allemands.
San-Antonio est livré par le major Von Gleiss à Gertrude, stupéfaite de le découvrir vivant alors que la veille il avait été abandonné, ligoté à une scie de charpentier. Elle décide de le faire exécuter dans quelques heures. Mais San Antonio reçoit secrètement de la part de Gretta, la secrétaire de Gertrude, un couteau à cran d'arrêt.

### Seconde partie:«Franco de port»
Chapitres 5 à 15.
San-Antonio réussit à s'enfuir en faisant exploser les locaux de la Kommandatur de Bourgoin. Il rejoint Stéphane, son contact lyonnais, avec des documents qu'il a pu dérober ; Gretta, qui s'était cachée dans son camion, l'accompagne.
Ayant découvert la traîtrise du docteur Martin, il l'exécute froidement en lui tirant une balle dans la tête.
- Dénouement

À la suite d'un plan audacieux où il s'est déguisé en infirmier, San-Antonio capture Gertrude et la fait détenir par des Résistants. Il la menace de la faire torturer mais l'Allemande refuse de coopérer. San-Antonio autorise la torture par des Résistants de la jeune femme (ses deux oreilles sont découpées au cutter) mais elle persiste à se taire. Il abrège ses souffrances en lui tirant une balle dans le cœur.
Enfin, il s'empare du précieux chargement des Allemands et le fait transférer en Angleterre.

## Quelques citations
- « Connaissez-vous la recette du Führer en cocotte ? (…) Vous ne la connaissez pas, je fais, ça se voit à votre physionomie aussi expressive qu'un dentier usagé. Bon, je vous la donne : vous prenez un Führer entrelardé, vous le videz, le flambez et le mettez dans une cocotte avec des petits oignons et un bouquet garni ; vous laissez mijoter deux ou trois heures et vous le servez à la horde de loups enragés que vous voulez empoisonner ; l'effet est presque instantané. Le plus duraille, c'est de convaincre les loups de le briffer, on a beau être loup enragé, on a tout de même sa dignité, non ? »[1].

## Dédicace
Le roman est dédié « à mon ami Édouard Charret, en souvenir du grand 'patacaisse' ».